# Platystele altarica
Platystele altarica är en orkidéart som beskrevs av Carlyle August Luer. Platystele altarica ingår i släktet Platystele och familjen orkidéer. Inga underarter finns listade i Catalogue of Life.